# آل أبوسباع (وادي الدواسر)
مركز آل أبوسباع هو مركزٌ إداري تابعٌ لمحافظة وادي الدواسر في منطقة الرياض ، ويصنف من فئة (أ) ورمزها 1235.